# التدفق البعيد (فلم)
التدفق البعيد (بالإنجليزية: Flushed Away) فيلم رسوم متحركة من إخراج البريطاني ديفيد باورز وسام فيل، من انتاج شركة دريم ووركس أنيميشن و آردمان أنيمشنز.
عُرض هذا الفيلم في دور السينما في 3 نوفمبر 2006 في الولايات المتحدة، و 1 ديسمبر 2006 في المملكة المتحدة. تم توزيعه من قبل باراماونت، ويونايتد إنترناشونال بيكتشرز.

## القصة
رودي سانت جيمز هو جرذ يعيش بالعليا كما أنه حيوان أليف الذي يجعل من منزله في كنزينغتون شقة فاخرة وغنية. وعندما كان أحد الجرذ في الأسفل إنفجرت أحد المواسير وقذفت جرذٌ يدعى سيد إلى بالوعة حمام منزل رودي وقد أعجبه المكان وقررّ البقاء، خصوصاً كإنجلترا تلعبُ ألمانيا في نهائي كأس عالم اتحاد كرة القدم العالمي، ويخطط رودي بأن يتخلص منه فيخبره عن الجاكوزي ألا هو في الواقع مرحاض، ولم يكن سيد جاهلا بذلك لكونه جرذ بالوعات وصعدَا إلى أعلى المرحاض وطلب رودي منه أن يقفز ولكن سيد قام بدفعه وجعله يتدفق بعيدًا داخل المجاري.
و هناك يرى الجرذ ومدينتهم التي يعيشون فيها، ويحاول أن يعود إلى العليا ويقابل جرذ فتاة تدعى ريتا مالون تعمل كزبالة وهي مغامرة لديها مركب مخلص لها يدعى جيمي دودجر، وفي أول مقابلة بين رودي وريتا لم يعجبا ببعض، ويرسل الضفدع أتباعه سبايك، وايتي إلى ريتا حتى يقتلوها ويحصلوا على الياقوتة. يحتقر الضفدع كل الجرذ لحدٍ بغيض، يلقي اللوم عليهم لسقوطه من نعمة (كان الحيوان الأليف للأمير الصغير تشارلز). ويقبضوا على ريتا ورودي ويحضروهم إلى الضفدع ويأمرهم بتجميدهم بالنتروجين السائل ولم يفلح في ذلك يهربا الإثنين وأثناء هروبهما تأخذ ريتا كابلاً أساسي تضعه في وسطها كحزام (خطة الضفدع أن يفتح السدود أثناء مباراة نهائيات كأس العالم ويقتل الفيضان العظيم جميع الجرذان وتغرق مدينتهم تحت المياه وتكون المدينة مليئة بالضفادع، ولكن بدون الكابل الرئيسي لا يستطيع فتح السدود).

رودي (يسار) وريتا (يمين) يتجادلون حول الياقوتة.

يرى رودي أن تلك الياقوتة مزيفة وهيَ زجاجٌ فقط وأراد أن يريها فقام بتحطيمها ومما أثار غضب ريتا أرادت بيعها حتى تحصل على المال الذي تحتاجه لعائلتها الكبيرة. ويَعرض رودي لها ياقوتة حقيقية إذا أعادته إلى العليا في كينغستون، وتقبل العرض وكانت محطتهما الأولى زيارة عائلتها قبل البدء، وأثناء دخوله سمع محادثة بين ريتا ووالدها وأخيها التي تجعله يعتقد أن ريتا تخونه، لذا يسرق الـجيمي دودجر. وتتبعه ريتا ويتعطل المركب ولم يعلم رودي كيفية إصلاحه وأتت ريتا وأصلحته وأصبح رودي يعمل معها، وأتوا أتباع الضفدع يطاردونهم وأثناء المطاردة بدأ رودي وريتا يقعان في حب بعضهما وتفشل المطاردة ويعودون إلى الضفدع، ويغضب من محاولاتهم الفاشلة ويطلب من نسيبه الضفدع لو فروغ وفريقه أن يحضرا الكابل الرئيسي، وفي اليوم التالي ذهبوا إلى المركب وخطط رودي بأن يتخلص منهم عن طريق ذبابة وتخلص من الفريق وبقي لو فروغ وذهب المركب في طريق التيار وأخذ لو فروغ الكابل وهرب وكان هناك كيس بلاستيكي إستخدماة ليرفعا نفسهما من المجاري وسقط المركب وضحّي به وأثناء صعودهما للأعلى انتشلت ريتا الكابل من لو فروغ أثناء سعادته بحصوله على الكابل وذهب رودي وريتا إلى منزل رودي.
و عاد إلى منزله، وأخذ جولة مع ريتا ليريها المنزل وأعطاها الياقوتة الحمراء والزمردة، وكما أخبرها رودي أن لديه عائلة كبيرة وتكتشف ريتا أن ما قاله غير صحيح وهو يعيش في قفص كما أنه حيوان أليف ويقابلا سيد ويخبرها رودي بأنه أخيه ولكن ريتا وسيد يعرفا بعضهما وحاولت ريتا بإقناع رودي أن يعود إلى المجاري معها، ولكنه رفض ويفتخر أنه وحده في المنزل ويحزن كلاهما وعادت إلى المجاري، وحين وصولها هناك قبض عليها الضفدع.
و ذهب رودي إلى سيد يشاهد معه التلفاز وكان سيد يتحدث عن نهاية الشوط الأول وتذكر رودي مما حصل له في السابق وقرر أن يعطي المنزل لـسيد وجعله يعود إلى المجاري، وكان رودي يبحث عن ريتا وكان الجميع في الخارج أمام التلفاز الكبير يشاهدون المباراة، ووجد رودي صديقته ريتا مربوطة أمام السد المفتوح وأنقذها وقبض عليهم الضفدع ولكن تخلصت ريتا منهم وأتى الفيضان العظيم وقام رودي بتجميده.
قام رودي وريتا ببناء جيمي دودجر وأخذا جولة مع سكان المدينة، وفي الجريدة تهزم إنكلترا بركلات الجزاء، ويصبح رودي وريتا أصدقاء حميمين، يعود مالك رودي السابق مع حيوان أليف جديد (قط)، الذي يُخيف سيد.

## الأداء الصوتي
هيو جاكمان بدور رودي سانت جيمز.
كيت وينسليت بدور ريتا مالون.
إيان ماكيلين بدور الضفدع.
جان رينو بدور لو فروغ.
اندي سركيس بدور سبايك.
بيل نيغي بدور وايتي.
شين ريتشي بدور سيد.

## روابط خارجية
- مقالات تستعمل روابط فنية بلا صلة مع ويكي بيانات